# Menuet (film)
Pour les articles homonymes, voir Menuet (homonymie).
Menuet est un film belgo-néerlandais réalisé par Lili Rademakers,  sur un scénario d'Hugo Claus, d'après le roman du même titre de Louis Paul Boon, sorti en 1982.

## Synopsis
Eva est une enfant de 11 ou 12 ans, pleine de fraîcheur et de vitalité, mais à qui l'expérience de la vie a déjà donné une certaine dose de cynisme et de perversité. Elle est employée comme bonne à tout faire par un couple très mal assorti: le mari, Hubert, ouvrier spécialisé dans une usine chimique, est taciturne et replié sur lui-même ; il éprouve pour la petite Eva des désirs dont il n'ose parler à personne; quant à sa femme, insatisfaite dans sa vie conjugale, elle le trompe effrontément avec un don juan égoïste et brutal qui profite odieusement de la situation.
Dans ce triste univers d'adultes, la petite Eva se défend avec une habileté et une hardiesse surprenantes pour son âge. Parfaitement consciente de l'attrait qu'elle exerce sur Hubert, elle tourne autour de lui et exacerbe ses désirs sans jamais leur donner aucun apaisement. Quant à son épouse, qui la traite avec arrogance comme une enfant pauvre qui n'a qu'à obéir et se taire, Eva se venge d'elle en épiant ses gestes adultères pour pouvoir les lui lancer au visage ensuite comme autant d'affronts cinglants. À la fois jalouse et blessée dans son amour propre, la maîtresse de maison renvoie chez elle cette jeune servante insoumise, mais Eva ne tarde pas à revenir avec l'appui d'Hubert qui, follement épris, ne peut plus rien lui refuser. Et Eva infligera finalement à sa cruelle maîtresse une suprême humiliation en sollicitant ouvertement devant elle les caresses de son mari.